# Shawnee Land
Shawnee Land est une census-designated place située dans le comté de Frederick, dans l’État de Virginie, aux États-Unis. Lors du recensement de 2020, elle comptait 2 248 habitants.